# Guardia Nacional del Ejército en Guam
La Guardia Nacional de Guam es una fuerza militar financiada con fondos federales, integrante de la Guardia Nacional de los Estados Unidos . Junto con la Guardia Nacional Aérea de Guam, comprende la Guardia Nacional de Guam. La fuerza depende del gobernador de Guam, realizando misiones equivalentes a las de las Guardias Nacionales del Ejército de los diferentes estados de los Estados Unidos: defensa terrestre, ayuda en casos de desastre y control de disturbios civiles. .
La Guardia Nacional del Ejército de Guam también incluye a residentes de la Mancomunidad de las Islas Marianas del Norte . El delegado estadounidense Gregorio Sablan ha presentado una propuesta para formar una unidad de la Guardia Nacional en las Islas Marianas del Norte. 

## Historia
El 27 de junio de 1980, el delegado demócrata de la Cámara de Representantes de los Estados Unidos, Antonio Won Pat, de Guam, presentó el proyecto de ley HR 7694 al 96º Congreso de los Estados Unidos, autorizando el establecimiento de una unidad de la Guardia Nacional en Guam. El 24 de diciembre de 1980, el presidente Jimmy Carter promulgó la ley con el número 96-600.  El 5 de junio de 1981, la ley 16-18 estableció la Guardia Nacional del Ejército de Guam y la Guardia Nacional Aérea de Guam . 
El 6 de agosto de 1997 la fuerza ayudó en las tareas de recuperación del vuelo 801 de Korean Air, estrellado cerca del Aeropuerto Internacional Antonio Won Pat . En diciembre de 1997, el gobernador de Guam, Carl Gutiérrez, destinó a la Guardia Nacional del Ejército de Guam a colaborar en las tareas de socorro y limpieza después de que el supertifón Paka azotara la isla y causara daños por más de 100 millones de dólares.

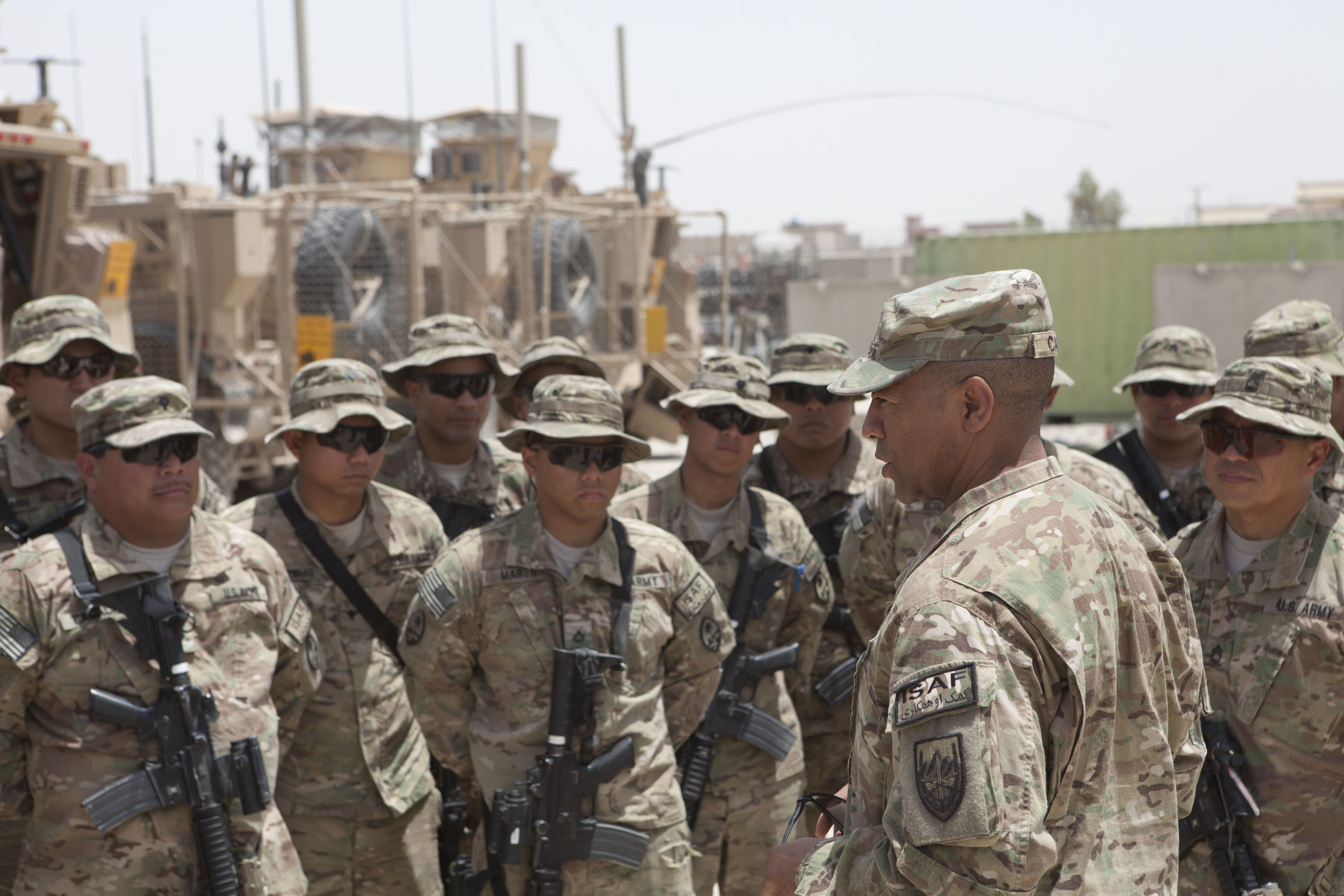
Guardias Nacionales del Ejército en Guam en Lashkar Gah, Afganistán, en mayo de 2013

En 2002, miembros del primer Batallón de la fuerza, del 294.º Regimiento de Infantería y del 105.º Comando de Tropas fueron desplegados en Afganistán como parte de la Operación Libertad Duradera .  En octubre de 2012, con más de 500 miembros del GU ARNG se formó la fuerza de operaciones de Guam, entrenándose en Camp Roberts, una instalación de la Guardia Nacional del Ejército de California cerca de Paso Robles, California  antes de su despliegue en Camp Phoenix cerca de Kabul y otras bases de operaciones avanzadas en Afganistán. En abril de 2013, la fuerza de operaciones Centurión Prime (compuesta por el 1.er Batallón del 167.° Regimiento de Infantería de la Guardia Nacional del Ejército de Alabama)  fue reemplazada por la de Guam, consistiendo en el mayor despliegue de la Guardia Nacional en Guam, participando diecisiete soldados de las Islas Marianas del Norte . La Task Force Guam regresó a Barrigada en diciembre de 2013  y fue reemplazada en Afganistán por la Task Force Fury, compuesta por elementos del 508.º Regimiento de Infantería, 82.ª División Aerotransportada . 
El 10 de junio de 2015, la Guardia Nacional del Ejército de Guam obtuvo sus primeros recursos de aviación con la entrega de dos helicópteros Lakota UH-72, previamente asignados a la Compañía" D" , 1.er Batallón, 224.vo Regimiento de Aviación de la Guardia Nacional del Ejército del Distrito de Columbia . Los helicópteros fueron entregados a través de un C-17 Globemaster II de la Fuerza Aérea de EE. UU . y transferidos al Destacamento 2do, recientemente activado dentro de la Compañía D., quedando alojados los mismos en la Base Andersen de la Fuerza Aérea, proyectándose trasladarlos a un nuevo complejo a construirse en el Centro de Preparación de la Guardia en Barrigada. 
En enero de 2016, la Guardia Nacional del Ejército de Guam contaba con unos 1.300 miembros, de los cuales unos 280 servían a tiempo completo. 

## Estructura
- Cuartel General de la Fuerza Conjunta Guam
  - Elemento de la Guardia Nacional del Ejército [13]
    - 473º Destacamento General de justicia letrada

  - 1.er Batallón, 294.o Regimiento de Infantería
    - Cuartel General y Compañía del Cuartel General
    - Compañía A
    - Compañía B
    - Compañía C
    - Compañía D
    - Destacamento 2, Cuartel General y Compañía del Cuartel General, 1.er Batallón, 487.o Regimiento de Artillería de Campaña

  - 105.o comando de tropas
    - Compañía H, Batallón de Apoyo de la 29.a Brigada
    - 1224a compañía de ingenieros
    - 721.a banda del ejército
    - Destacamento 2, Compañía D, 1.er Batallón, 224.o Regimiento de Aviación

  - 203.º Regimiento - Regimiento de entrenamiento multifuncional (Instituto Regional de Entrenamiento)
  - 94.o equipo de apoyo civil
  - Batallón de reclutamiento y retención
  - Destacamento médico